# Iáia ibne Ali ibne Hamude Almotali
Iáia ibne Ali ibne Hamude Almotali, melhor conhecido somente como Iáia ibne Ali Almotali (em árabe: يحيى بن علي المعتلي), foi um califa de Córdova da dinastia hamúdida em Alandalus (a Espanha islâmica) por duas vezes, entre 1021 e 1023 e, novamente, entre 1025 e 1026 durante a guerra civil. Ele era filho do califa Ali ibne Hamude Anácer, de origem berbere-árabe.

## Biografia
Iáia foi governador de Ceuta a partir de 1016, um título que ele recebeu do pai. Após a morte dele, Iáia se recusou a reconhecer seu tio Alcacim como califa de Córdova. Após tomar Málaga, ele marchou até Córdova com um exército berbere. Alcacim abandonou a cidade e se refugiou em Sevilha, o que deixou o caminho livre para que Iáia governasse até 1023, quando finalmente Alcacim retornou para retomar o trono. Porém, ele também acabou sendo deposto pelos omíadas, que elevaram Abderramão V ao califado.
Iáia retornou para Málaga e capturou Alcacim em Jerez, executando-o. Em 1025, ele conseguiu juntar outro exército para marchar contra Córdova, onde o novo califa, Maomé III, após ter recebido notícias do iminente ataque, fugiu para Saragoça. A aristocracia de Córdova criou então um conselho para governar a cidade na ausência de um califa. Porém, após uns seis meses, o tal conselho apelou para que Iáia tomasse a cidade e assumisse o título de califa. Ele chegou em 9 de novembro de 1025 e, após uns poucos dias, ele deixou o governo sob a responsabilidade de seu vizir Abu Jafar Amade ibne Muça e retornou para a sua fortaleza em Málaga.
As revoltas que se sucederam em Córdova precipitaram o fim da dinastia hamúdida. Em junho de 1026, o povo da cidade expulsou o vizir de Iáia e elegeu um último califa, o omíada Hixame III. Após a sua expulsão definitiva da cidade de Córdova, Iáia criou a independente Taifa de Málaga, que ele governou até a sua morte em 1035.